# Río Sixaola

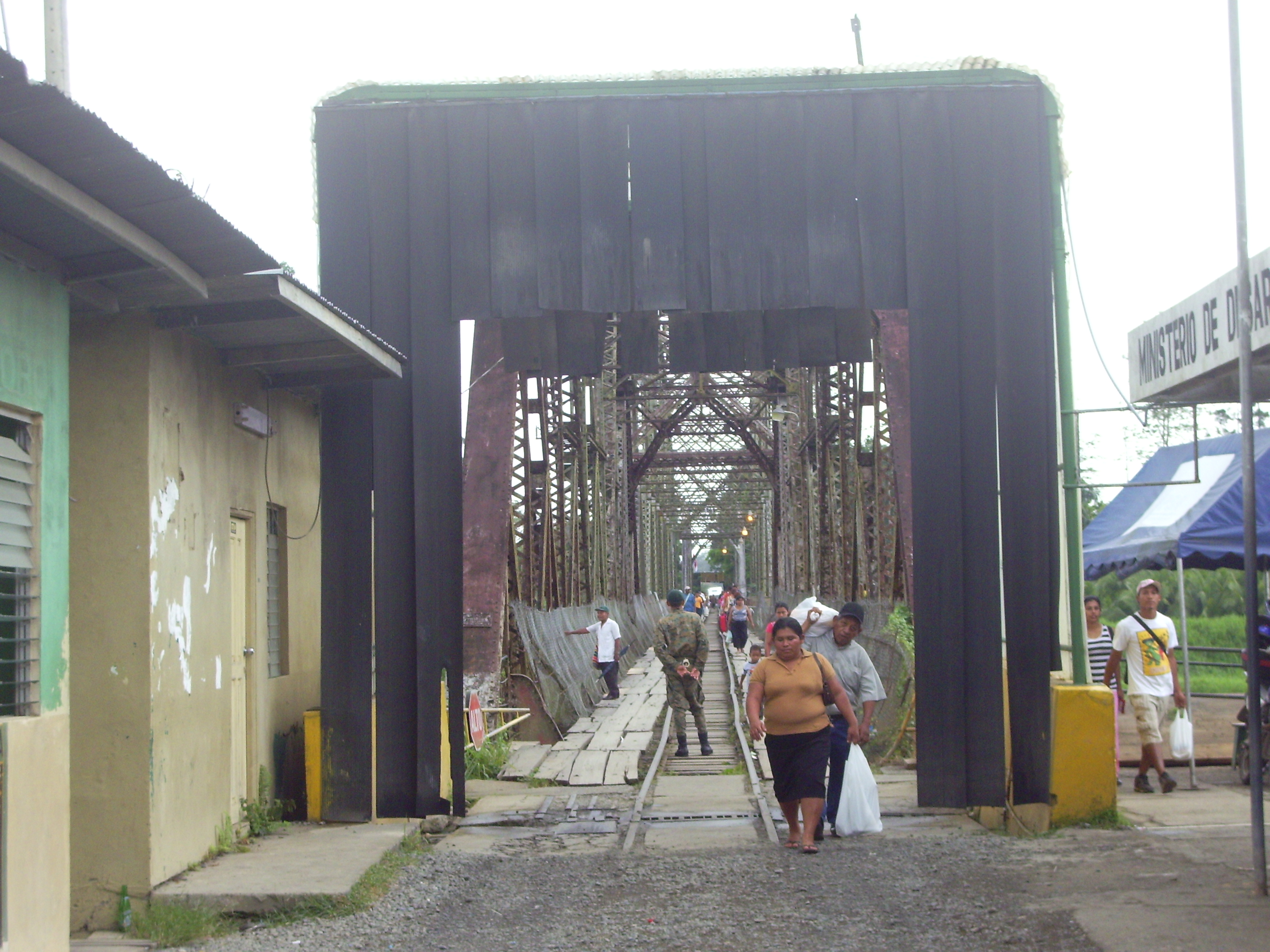
Am Grenzübergang von Panama nach Costa Rica

Río Sixaola ist der Name des Grenzflusses zwischen Panama und Costa Rica an der Atlantikküste (Nordküste). Der Fluss ist 146 km lang und mündet in den Atlantik.
Sixaola ist sowohl der landläufig bekannte Name des Grenzüberganges zwischen Panama und Costa Rica als auch der Name des Ortes auf der costa-ricanischen Seite der Grenze. Auf panamaischer Seite liegt sich der Ort Guabito.
Der Grenzübergang besteht aus einer nur in eine Richtung befahrbaren Stahlbogenbrücke und führt über den Río Sixaola. In der Mitte der Brücke befindet sich ein Schild mit der Aufschrift „Costa Rica - Panamá“, das dem Reisenden anzeigt, in welchem Land er sich befindet.